# Ахтынский музей культуры и искусства
Ахтынский музей культуры и искусства имени Джамала Шефиева (лезг. Шерифрин Жамалан тIварцел АхцIагьрин сувараг тир цIуру кIвал)— филиал Дагестанского Государственного объединенного исторического и архитектурного музея имени Тахо-Годи. Единственный в Дагестане районный музей культуры и искусства. Музей содержит более 10 тысяч экспонатов.

## Описание
Музей выставлен, главным образом, различными стендами, уголками, фотоальбомами, представляющими публике печатные статьи, биографии выдающихся личностей, фонотеку, документы, фотографии, видеоматериалы. В музее экспонируются подлинные письма солдат-ахтынцев, полученные родителями в 1978-2009 годах, выступления, проводимые на ежегодных митингах солдатских матерей. Альбомы с фотографиями празднования 2500-летия Ахтов. Фотографии посещения Ахтов известными личностями. Особой ценностью является 300-томная библиотека, содержащая книги о культурном развитии Ахтынского района и его представителях. Последний зал музея содержит различные музыкальные инструменты с древних времён до наших дней.

## Значение
Музей участвует в праздновании ежегодного праздника Шарвили. Также, музей посещают учащиеся ахтынских школ, учителя, искусствоведы, культурологи, туристы и различные творческие коллективы.